# Mosconi Cup 2016
Der Betfair Mosconi Cup 2016 (auch: Mosconi Cup XXIII) war ein Poolbillardturnier in der Disziplin 9-Ball, das vom 6. bis 9. Dezember 2016 im Alexandra Palace in London stattfand. Es war die 23. Auflage des nach Willie Mosconi benannten Turniers, bei dem eine europäische Mannschaft gegen eine amerikanische spielt.
Die europäische Mannschaft besiegte das Team der USA mit 11:3. Es war der siebte Sieg Europas in Folge und insgesamt der elfte. Die europäische Mannschaft zog damit nach der Anzahl der Siege mit den USA gleich und löste die bisherige Rekordserie der USA ab, die von 1996 bis 2001 sechs Mal in Folge gewonnen hatte.
Der Österreicher Albin Ouschan wurde bei seiner zweiten Mosconi-Cup-Teilnahme erstmals als Most Valuable Player ausgezeichnet.

## Teilnehmer

### Team Europa
- Marcus Chamat (nichtspielender Mannschaftskapitän)[5]
- Darren Appleton
- Niels Feijen[6]
- Mark Gray
- Albin Ouschan[7]
- Jayson Shaw

### Team USA
- Mark Wilson (nichtspielender Mannschaftskapitän)[5]
- Justin Bergman
- Shane van Boening
- Mike Dechaine
- Rodney Morris
- Skyler Woodward

## Spielplan
| Spiel | Datum      | Art    | Spieler Europa     | Ergebnis | Spieler USA            | Gesamtstand |
| ----- | ---------- | ------ | ------------------ | -------- | ---------------------- | ----------- |
| 1     | 06.12.2016 | Team   | Team Europa        | 5:2      | Team USA               | 1 – 0       |
| 2     | 06.12.2016 | Doppel | Gray & Ouschan     | 5:2      | van Boening & Morris   | 2 – 0       |
| 3     | 06.12.2016 | Einzel | Feijen             | 5:2      | Dechaine               | 3 – 0       |
| 4     | 06.12.2016 | Doppel | Shaw & Appleton    | 1:5      | Woodward & Bergman     | 3 – 1       |
| 5     | 06.12.2016 | Einzel | Appleton           | 5:3      | van Boening            | 4 – 1       |
| 6     | 07.12.2016 | Doppel | Feijen & Gray      | 5:2      | van Boening & Woodward | 5 – 1       |
| 7     | 07.12.2016 | Einzel | Shaw               | 3:5      | Morris                 | 5 – 2       |
| 8     | 07.12.2016 | Doppel | Ouschan & Appleton | 5:4      | Dechaine & Bergman     | 6 – 2       |
| 9     | 07.12.2016 | Einzel | Gray               | 5:1      | Bergman                | 7 – 2       |
| 10    | 08.12.2016 | Doppel | Feijen & Appleton  | 5:2      | van Boening & Dechaine | 8 – 2       |
| 11    | 08.12.2016 | Doppel | Shaw & Ouschan     | 5:3      | Woodward & Morris      | 9 – 2       |
| 12    | 08.12.2016 | Einzel | Ouschan            | 5:4      | Woodward               | 10 – 2      |
| 13    | 08.12.2016 | Doppel | Gray & Appleton    | 4:5      | Bergman & Morris       | 10 – 3      |
| 14    | 09.12.2016 | Einzel | Shaw               | 5:1      | Dechaine               | 11 – 3      |